# Филм дю карос
„Филм дю карос“ (на френски: Les Films du carrosse) е френски производител на филми, работил между 1957 и 1999 година.
Предприятието е създадено от режисьора Франсоа Трюфо с подкрепата на продуцентите Марсел Бербер и Иняс Морженстерн. Името му е препратка към филма на Жан Реноар „Златната карета“ (Le Carrosse d'or, 1952). „Филм дю карос“ участва в продуцирането на повечето филми на Трюфо, както и в продукции на други известни режисьори като Жан-Люк Годар, Ерик Ромер, Жак Ривет, Морис Пиала, Клод дьо Живре.

## Известни филми
- „400-те удара“ (Les Quatre Cents Coups, 1959)
- „Жул и Жим“ (Jules et Jim, 1962)
- „Откраднати целувки“ (Baisers volés, 1968)
- „Сирената от Мисисипи“ (La sirène du Mississipi, 1969)
- „Съвместно съжителство“ (Domicile conjugal, 1970)
- „Американска нощ“ (La Nuit américaine, 1973)
- „Любовта си отива“ (L'amour en fuite, 1979)